# Maasland (Zuid-Holland)
Maasland is een plaats in de gemeente Midden-Delfland, in de Nederlandse provincie Zuid-Holland. De plaats telt 6.595 inwoners (1 januari 2023). Maasland was een zelfstandige gemeente, maar is op 1 januari 2004 met de gemeente Schipluiden gefuseerd tot de gemeente Midden-Delfland. Maasland ligt ook in de regio Westland. De inwoners van Maasland worden soms ook wel Spreeuwen genoemd.

## Geschiedenis

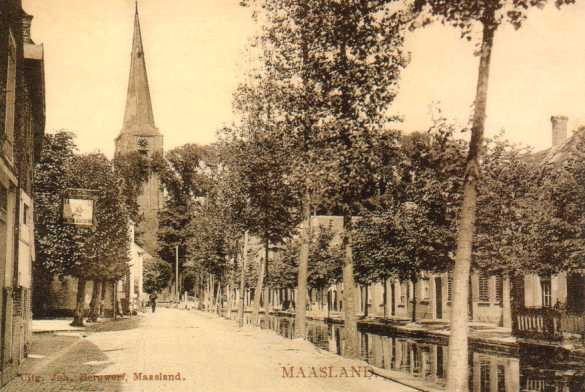
De Herenstraat rond 1905

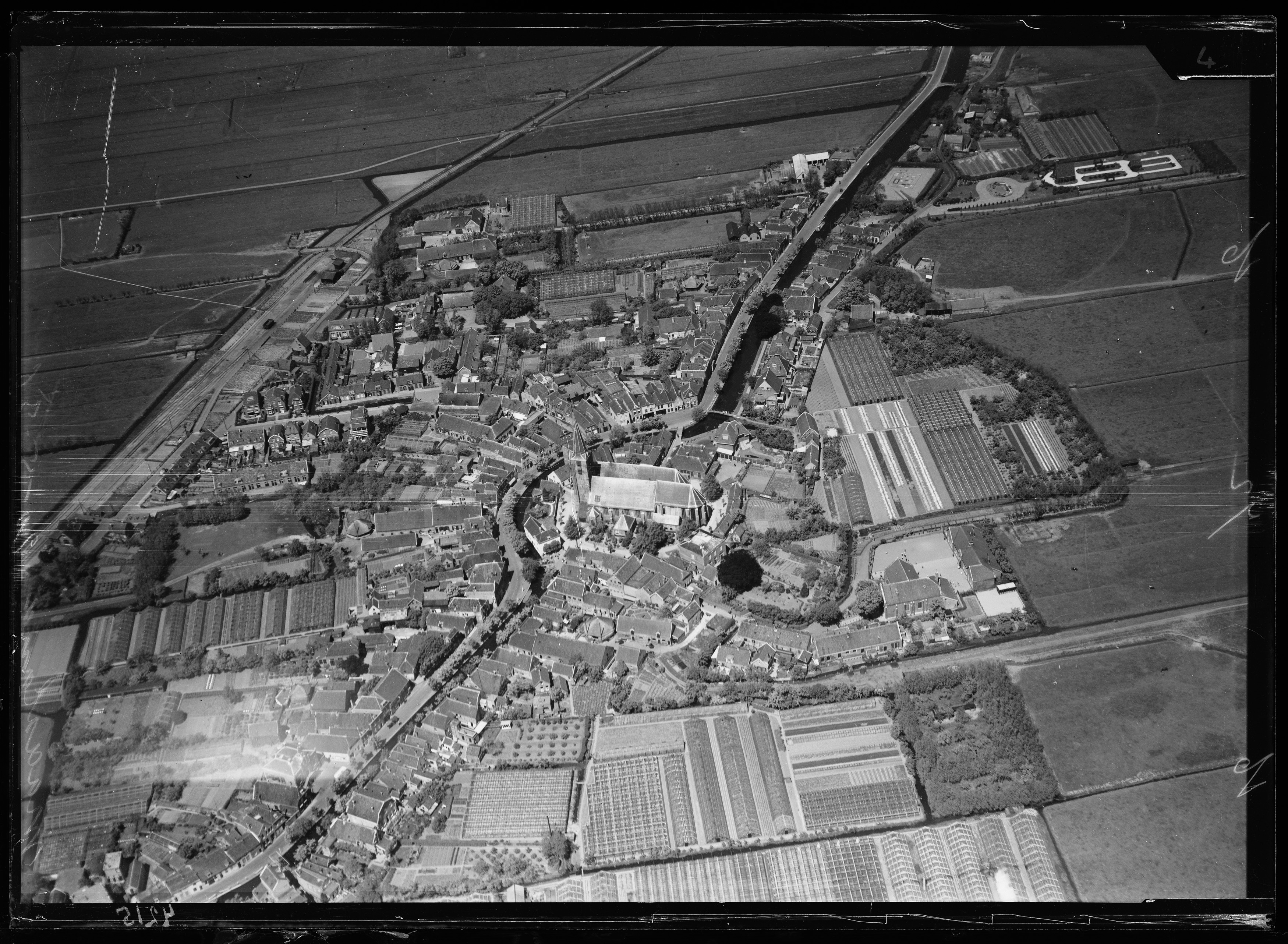
Maasland in de periode 1920-1940.

Maasland is ontstaan als ontginningsgebied. Op 25 augustus 985 werd dit eigendom van graaf Dirk II die een kerk liet bouwen. Aangenomen wordt dat deze kerk niet op de plaats van de huidige hervormde kerk stond, maar dichter bij de Maas in de Dijkpolder. In de twaalfde eeuw, vermoedelijk tijdens de stormramp van 1163, zou deze plaats weggespoeld zijn en na de (her)bouw van de Maasdijk is men waarschijnlijk naar de huidige dorpskern verhuisd. In 1241 vestigde de Ridderlijke Duitsche Orde zich op Maaslands grondgebied, in de Oude Campspolder. In 1365 verhuisde de orde naar de commandeurshof naast de dorpskerk. Graaf Willem II schonk het patronaatsrecht van de dorpskerk aan de orde. In de veertiende eeuw werd vanuit Maasland ook de nederzetting Maeslandsluys bestuurd. Rond 1450 werd in Maasland de eerste poldermolen gebouwd. In 1574 liep het gebied onder water toen Willem van Oranje de dijken liet doorsteken om de Spanjaarden te verdrijven die Leiden belegerden. Rond 1600 werd Maasland weer opgebouwd. Maeslandsluys ging in 1614 als zelfstandige plaats verder onder de naam Maassluis. Vanaf 1874 werd in het gemeentehuis van Maasland vergaderd; daarvoor in dorpsherberg De Pynas.

## WSM
In 1912 ging de WSM-stoomtram vanuit Delft door Maasland naar Maassluis rijden. De Stationsstraat herinnert daar nog aan, en een deel van het fietspad naar Maaslandse dam. In 1917 kwam via dezelfde lijn een verbinding richting De Lier, Naaldwijk en Loosduinen tot stand, waardoor bij Maaslandse Dam een sporen-driehoek ontstaan is. In 1938 sloot de lijn tussen Maassluis en Maasland alweer. In 1942 werd ook het traject Maasland-Maaslandse Dam opgeheven. Op grote delen van de WSM-lijnen kan tegenwoordig gefietst worden, zoals tussen Maasland en Schipluiden, en van Maaslandse Dam naar De Lier.

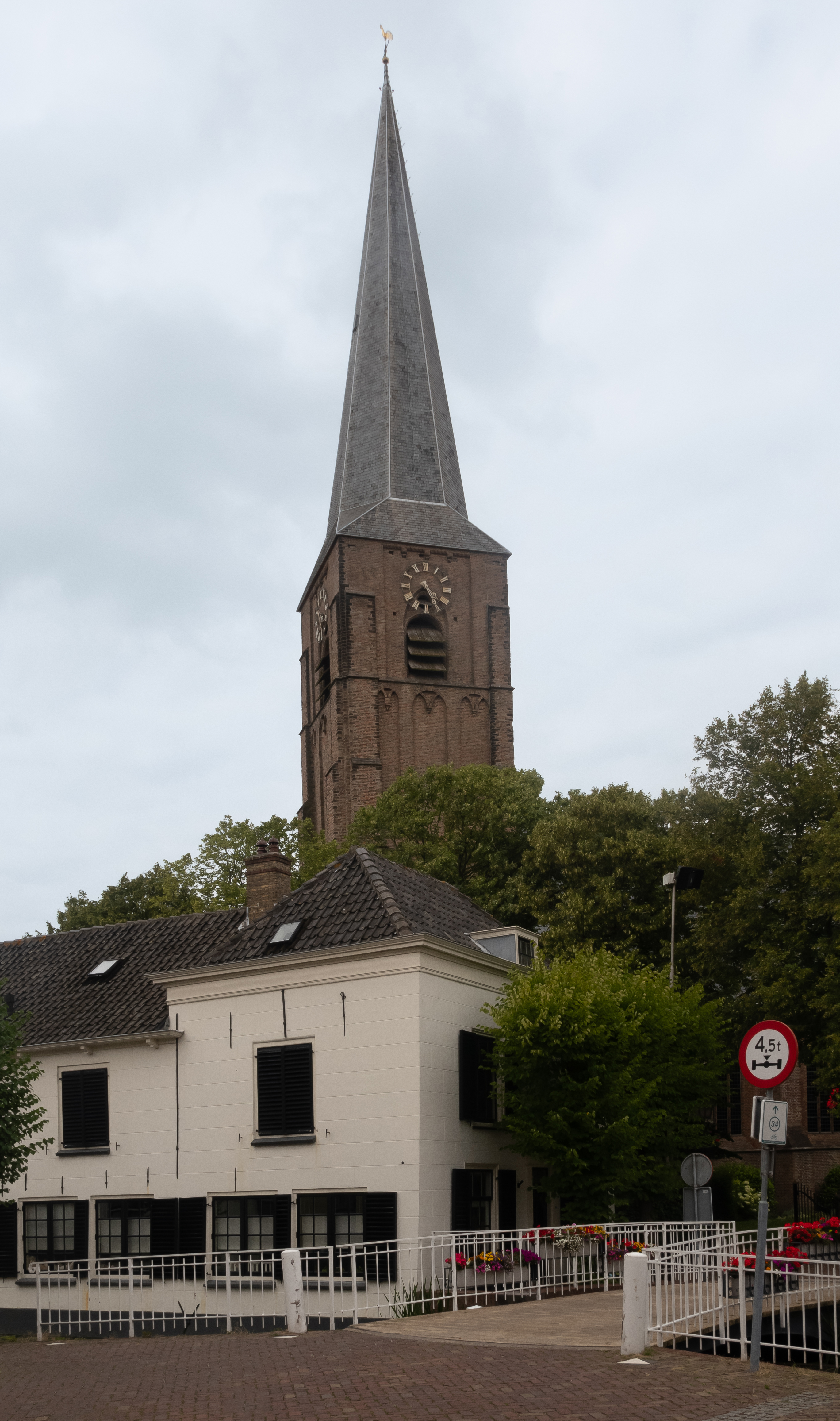
Maasland, de toren van de Oude Kerk

## Inwoners

### 16e-18e eeuw
| Jaar                                                             | 1514  | 1622 | 1680 | 1747 | 1795 |
| ---------------------------------------------------------------- | ----- | ---- | ---- | ---- | ---- |
| Inwoneraantal                                                    | 1850* | 1625 | 1434 | 1426 | 1533 |
| Opmerking: grenswijzigingen in 1570 en 1614 - (5,5 × 333 huizen) |       |      |      |      |      |

### 19e eeuw
| Jaar                                           | 1809 | 1830 | 1840 | 1850 | 1860 | 1870 | 1880 | 1890 |
| ---------------------------------------------- | ---- | ---- | ---- | ---- | ---- | ---- | ---- | ---- |
| Inwoneraantal                                  | 1589 | 1791 | 1918 | 1910 | 2061 | 2314 | 2533 | 2648 |
| Opmerking: gegevens 10 jaarlijkse volkstelling |      |      |      |      |      |      |      |      |

### 20e eeuw
| Jaar                    | 1900 | 1910 | 1921 | 1930 | 1940 | 1950 | 1960 | 1970 | 1980 | 1990 |
| ----------------------- | ---- | ---- | ---- | ---- | ---- | ---- | ---- | ---- | ---- | ---- |
| Inwoneraantal           | 2595 | 2845 | 3261 | 3557 | ?    | 3596 | 4196 | 5170 | 5759 | 6255 |
| Opmerking: gegevens CBS |      |      |      |      |      |      |      |      |      |      |

## Bezienswaardigheden
Het oude deel van Maasland is een beschermd dorpsgezicht. Dit wordt het Gezicht Maasland genoemd. 
Het Gezicht Maasland strekt zich uit van het Museum de Schilpen tot en met de straat De Herenwei. Het beschermd gezicht beslaat een oppervlakte van 3,8 hectare. 
Gelegen in dit gebied zijn:
- de Oude Kerk (uit circa 1400), afgebrand bij een bevrijdingsfeest op 18 juni 1945 en gerestaureerd in 1954
- Herberg De Pynas
- Museum de Schilpen, een tachtig jaar oud kruidenierswinkeltje in originele staat

De procedure voor aanwijzing werd gestart op 6 mei 1969. Het gebied werd op 15 juni 1970 definitief aangewezen. 
Panden die binnen een beschermd gezicht vallen, krijgen niet automatisch de status van beschermd monument. Wel zal de gemeente het bestemmingsplan aanpassen om nieuwe ontwikkelingen in het gebied te reguleren. De gezichtsbescherming richt zich op de stedenbouwkundige en cultuurhistorische waardering van een gebied en wil het toekomstig functioneren daarvan veiligstellen.
Naast het oude deel van Maasland heeft Maasland nog meer bezienswaardigheden:
- Enkele windmolens, waaronder De Drie Lelies en de Dijkmolen
- Maria Magdalenakerk

Zie ook
- Lijst van rijksmonumenten in Maasland
- Lijst van gemeentelijke monumenten in Maasland

## Sport en recreatie
Maasland kent vele sportverenigingen, zoals voetbalclub MVV '27, korfbalvereniging ODO, tennisvereniging de Commandeur en TVM, hardloopvereniging Thof Running en schietvereniging Maasland.

## Geboren
- Jacob van der Lely (1888-?), burgemeester van Woudrichem (1925-1943)
- Jan de Bloois (1916-1944), verzetsstrijder, bijgenaamd Piet de Springer
- Agnes van Ardenne (1950), politica
- Thijs van Daalen (1950), politicus
- Adriaan Olree (1952), acteur
- Joke Kleijweg (1962), atlete
- Michiel Smit (1976), politicus
- Maurits de Bruijn (1984), schrijver en journalist
- Maarten de Fockert (1995), voetballer

## In het nieuws
- In augustus 2004 meldde het KNMI dat bij het meetstation in Maasland het absolute neerslagrecord was gebroken. Het weerstation Maasland in het Westland kreeg in augustus 325 mm. In elk geval sinds 1900 viel op een officieel weerstation van het KNMI nog nooit zoveel regenwater.[4]
- Maasland is in 2004 door weekblad Elsevier uitgeroepen tot meest welvarende gemeente van Nederland.[5]

## Foto's

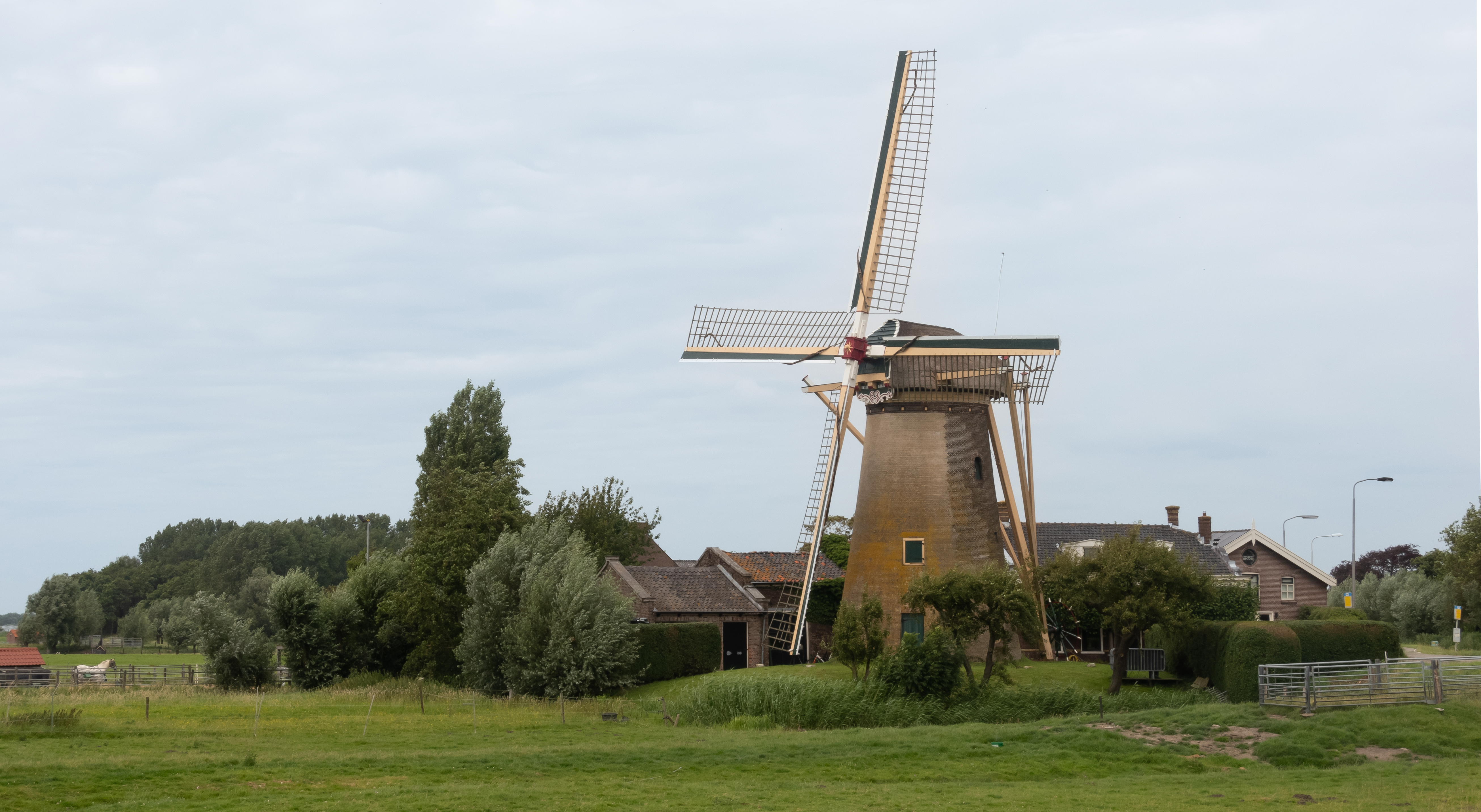
Korenmolen De Drie Lelies
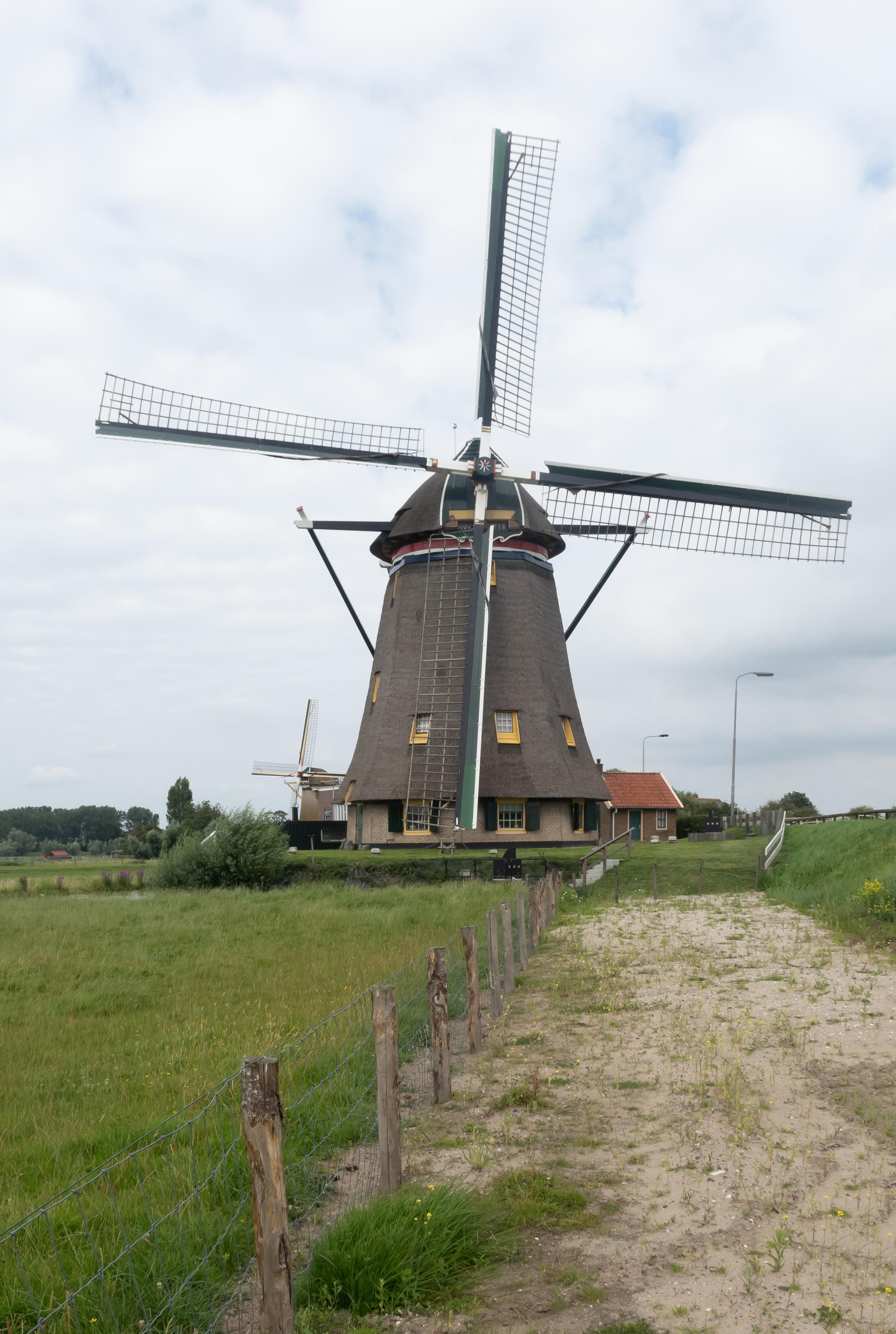
Poldermolen Dijkmolen
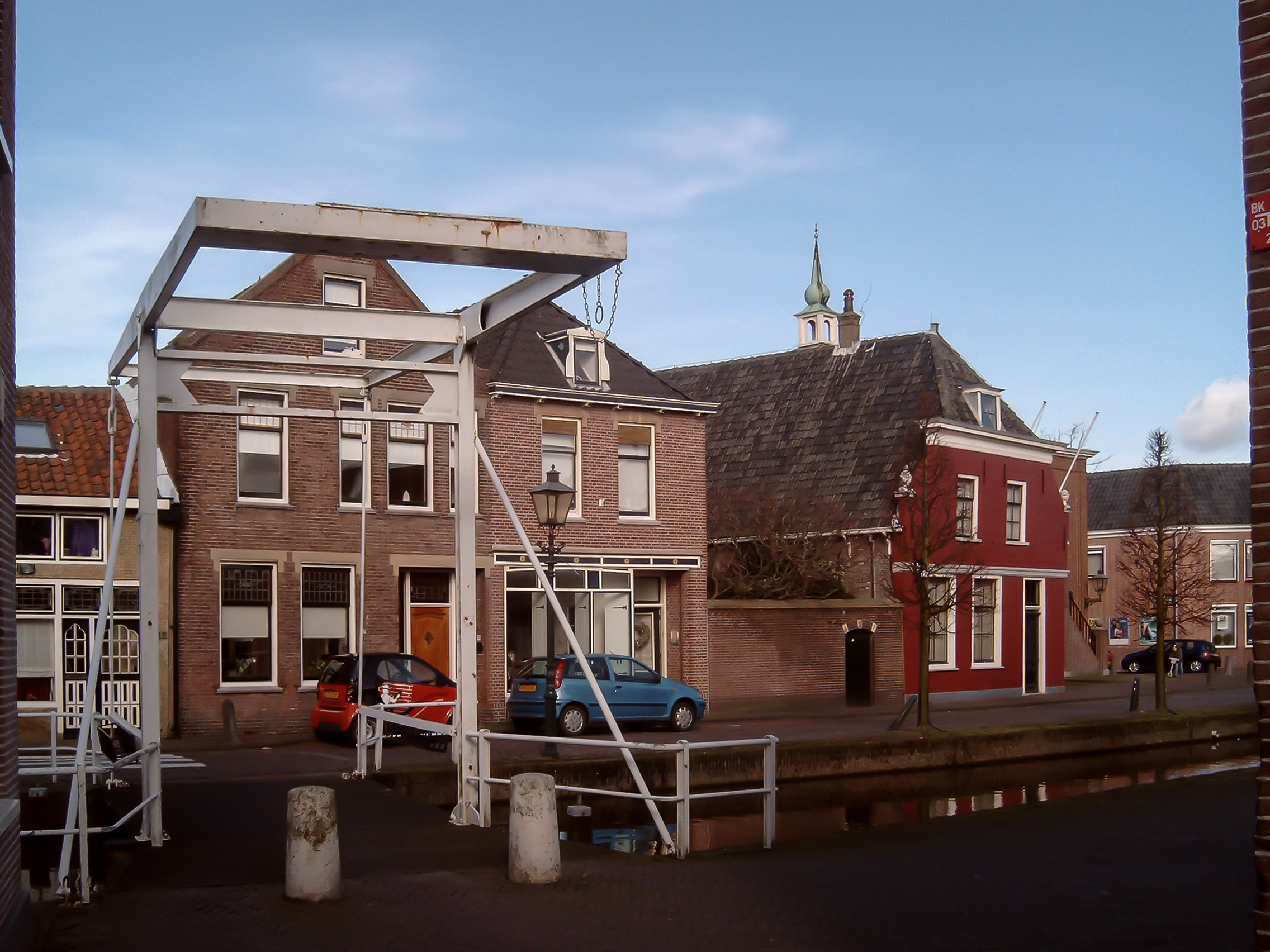
Ophaalbrug in centrum
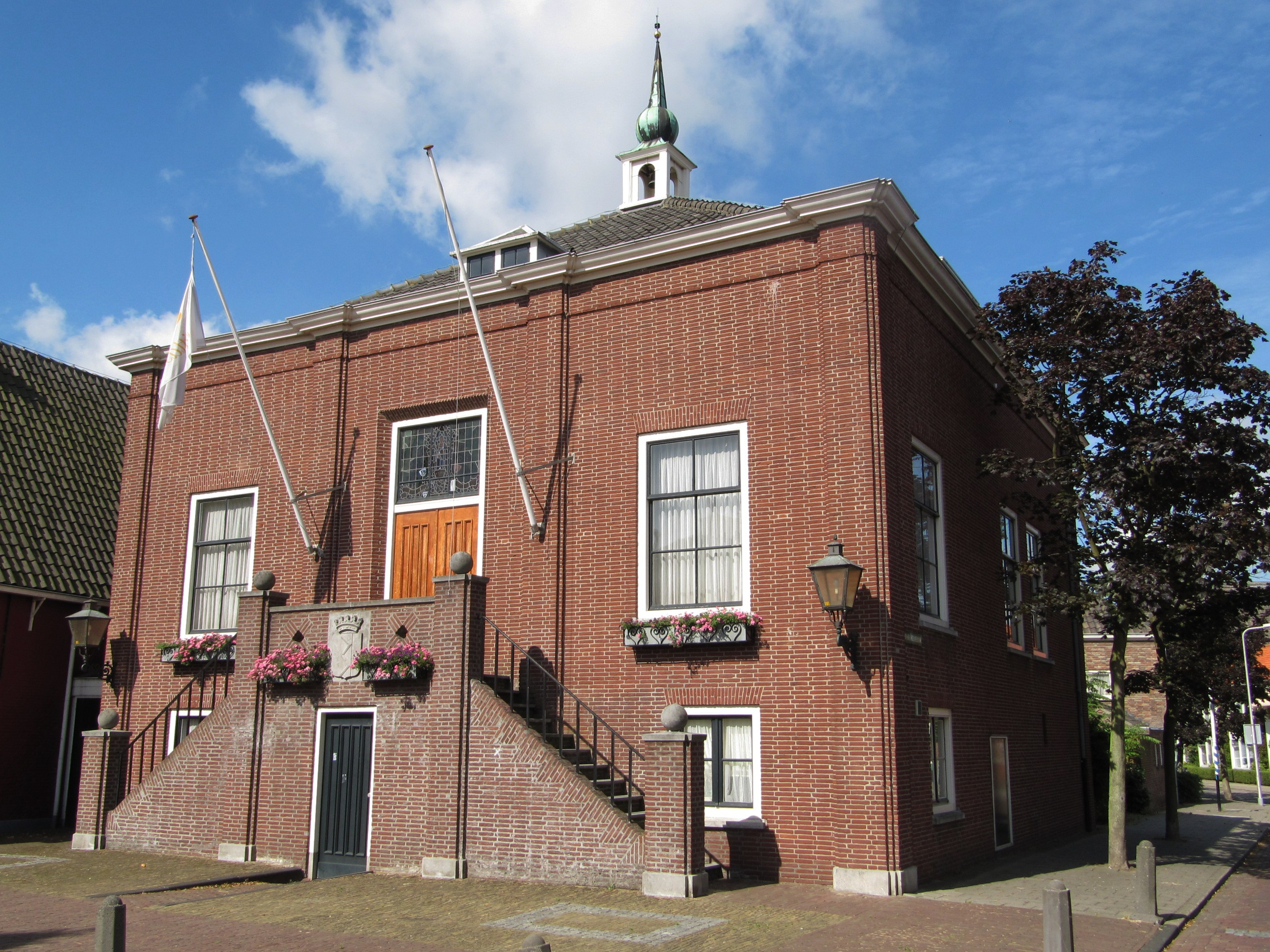
voormalig gemeentehuis
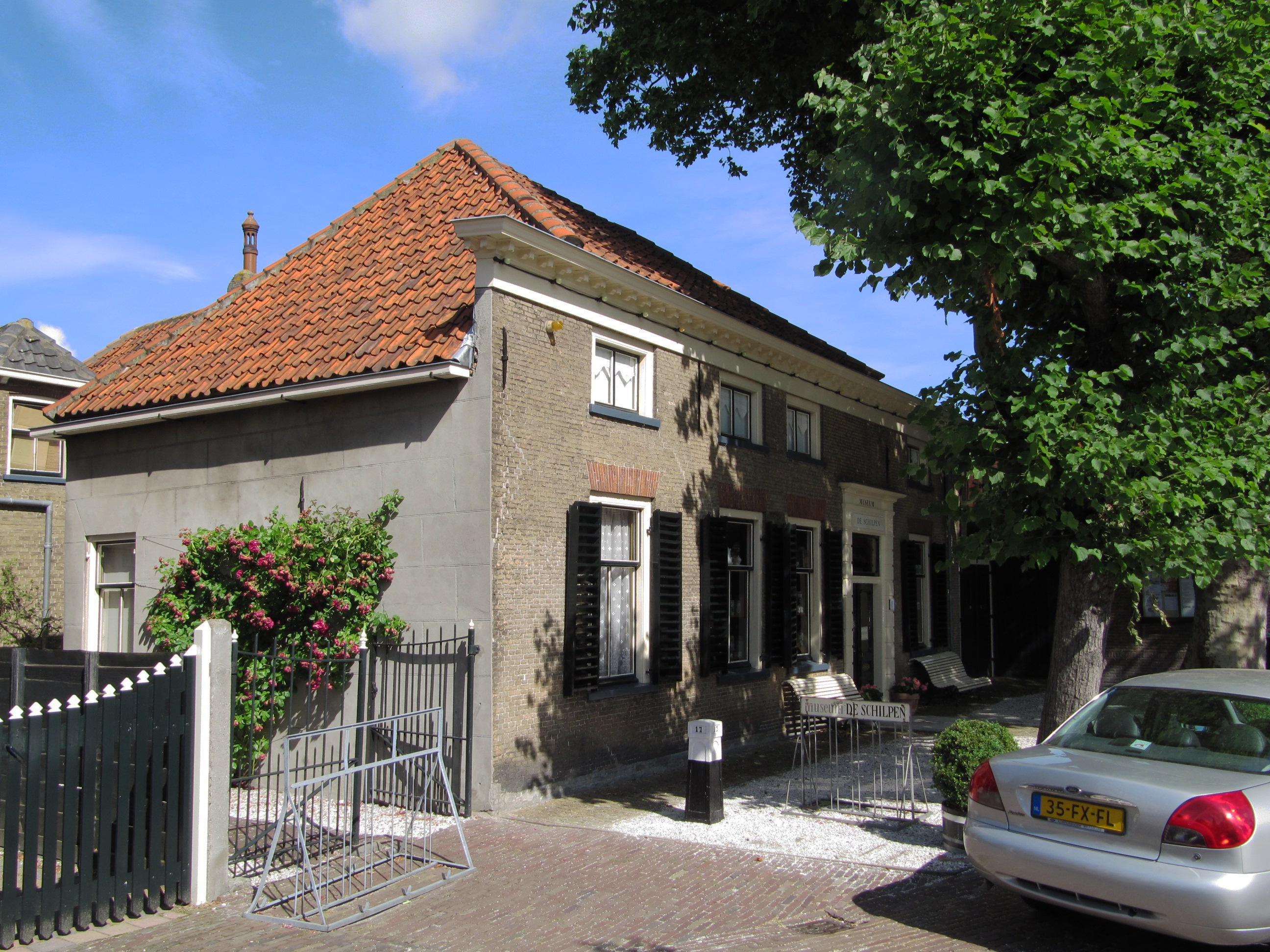
Museum de Schilpen
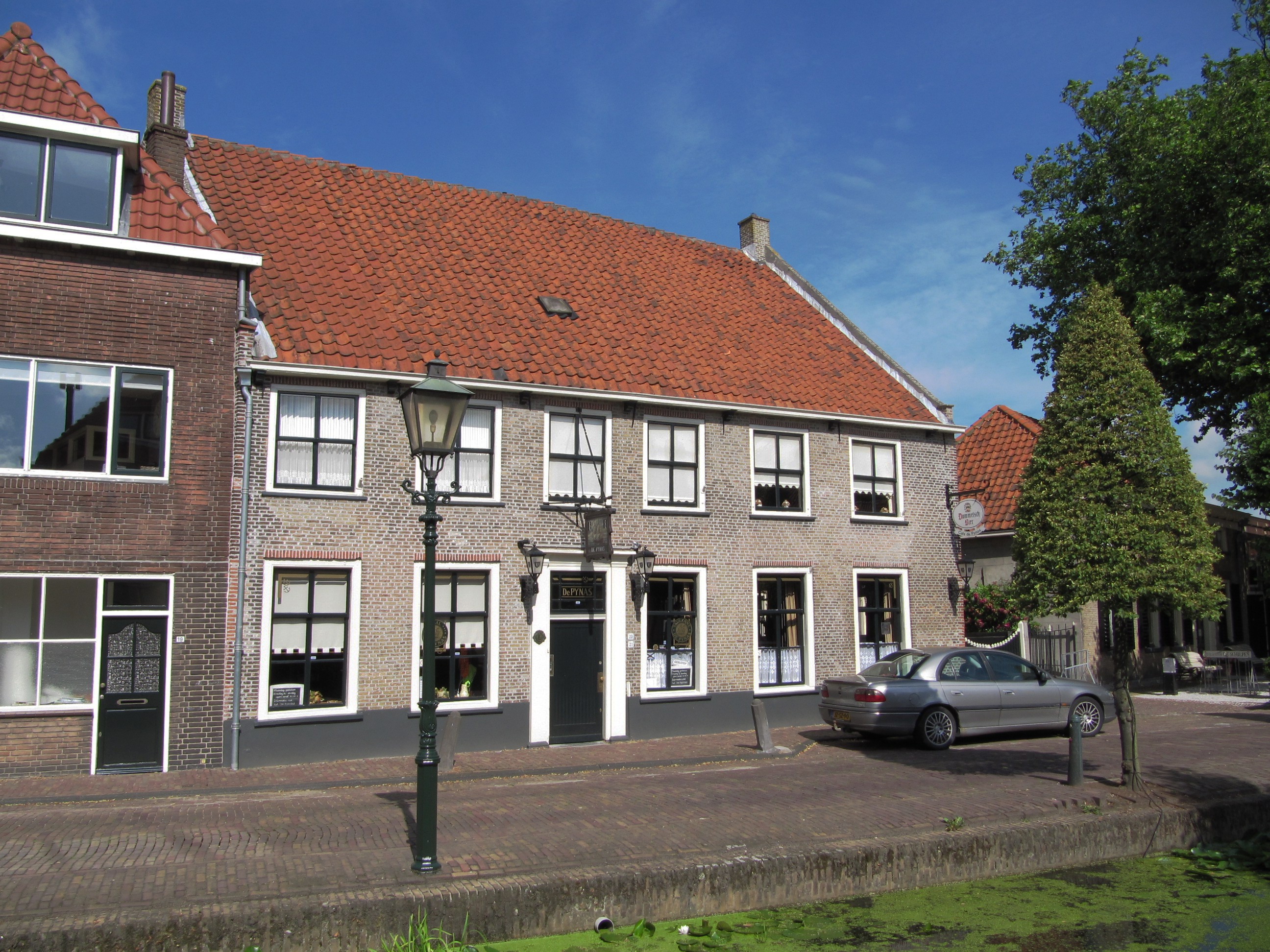
Herberg De Pynas
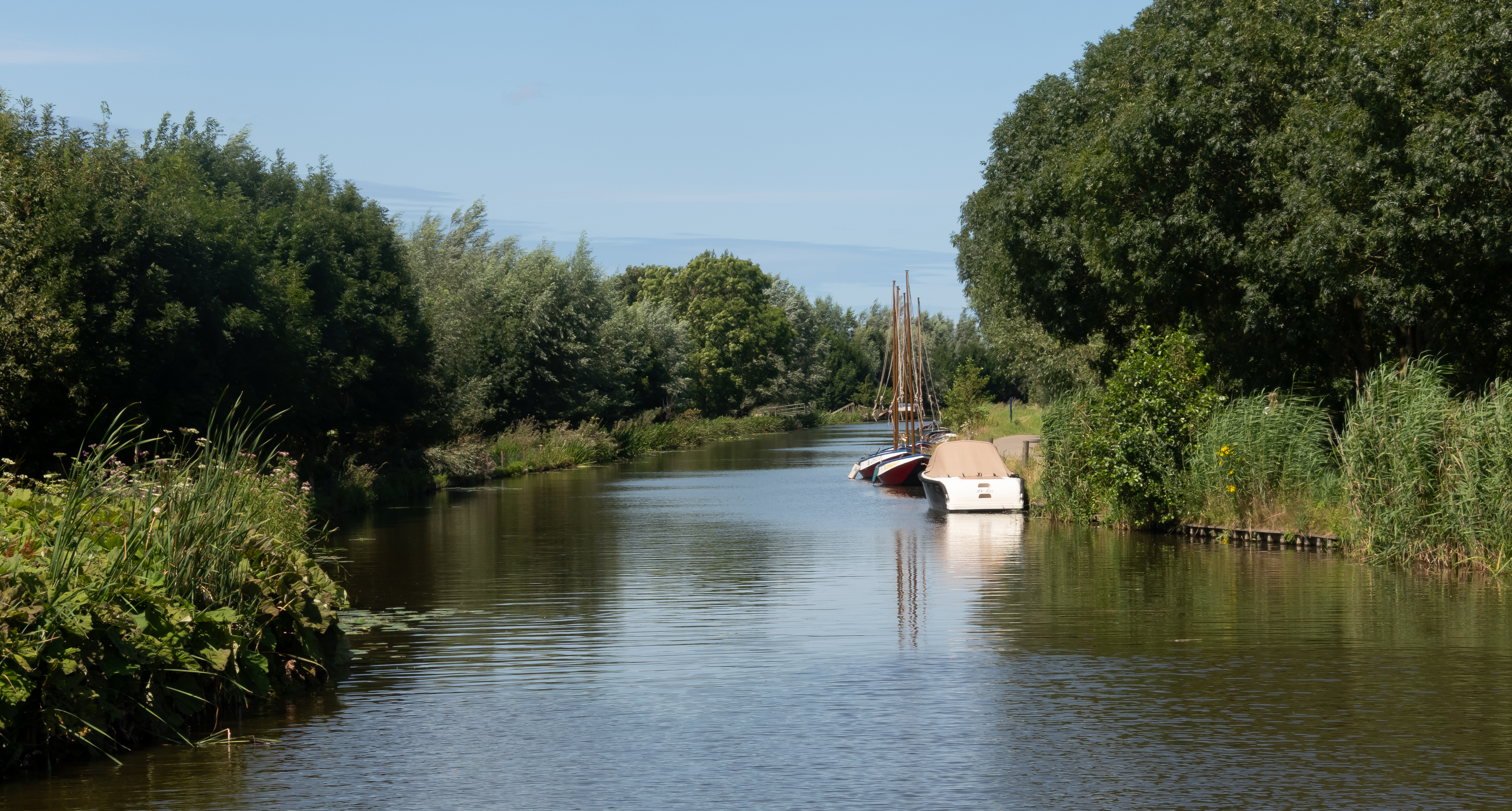
Vliet langs Kwakelweg bij veerpont
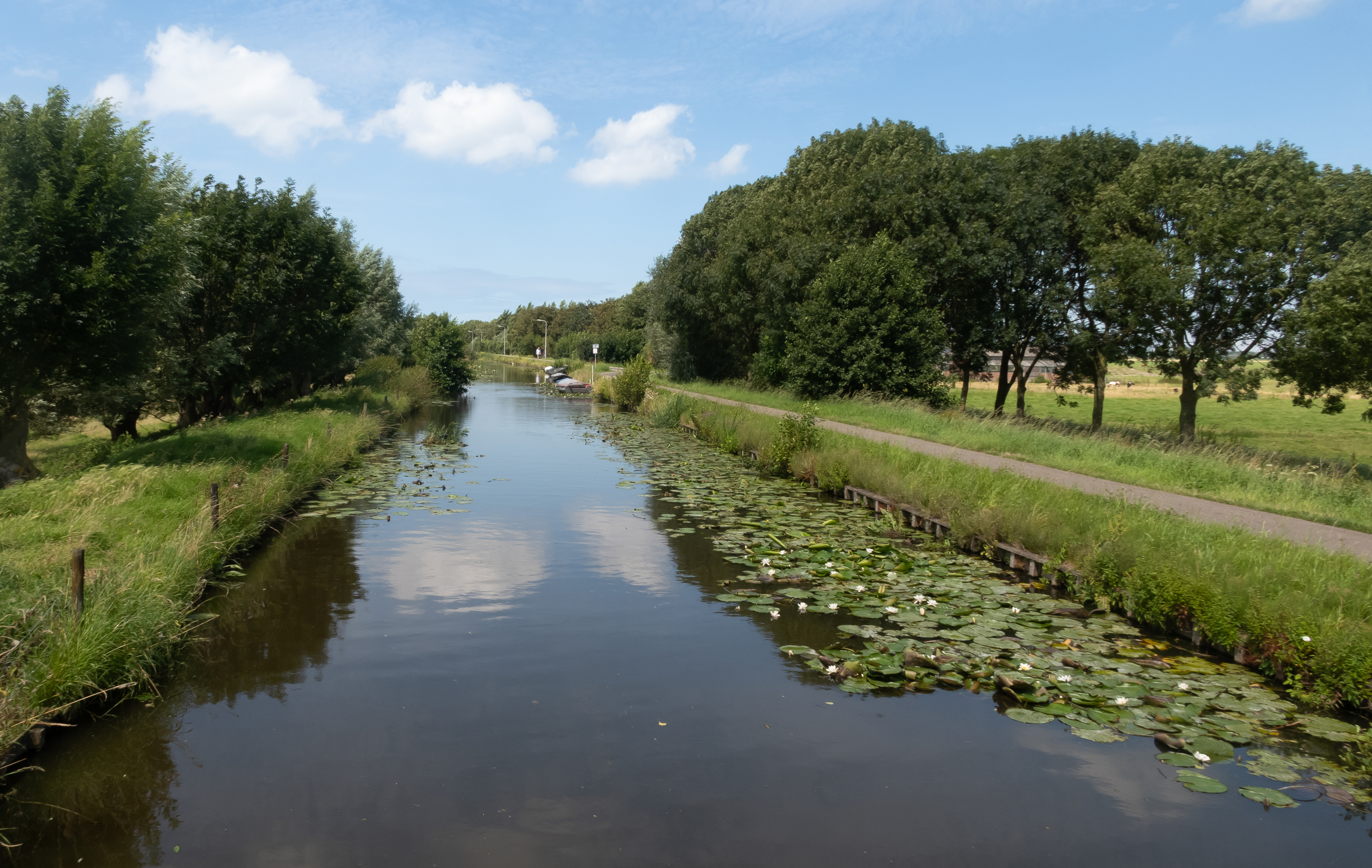
Vliet langs Kwakelweg vanaf brugje bij Doelpad
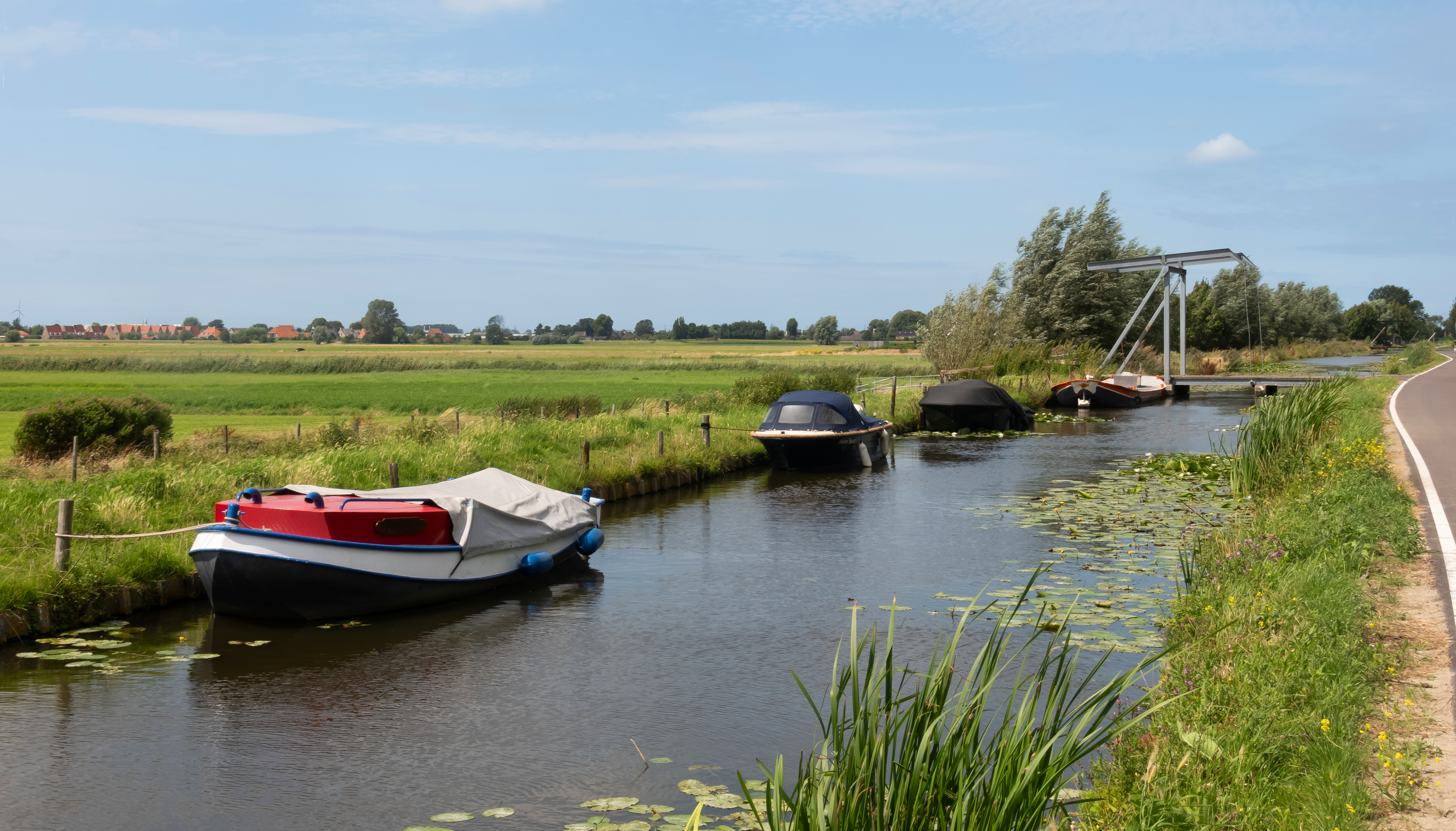
Eerste ophaalbrug over de vliet langs de Kwakelweg
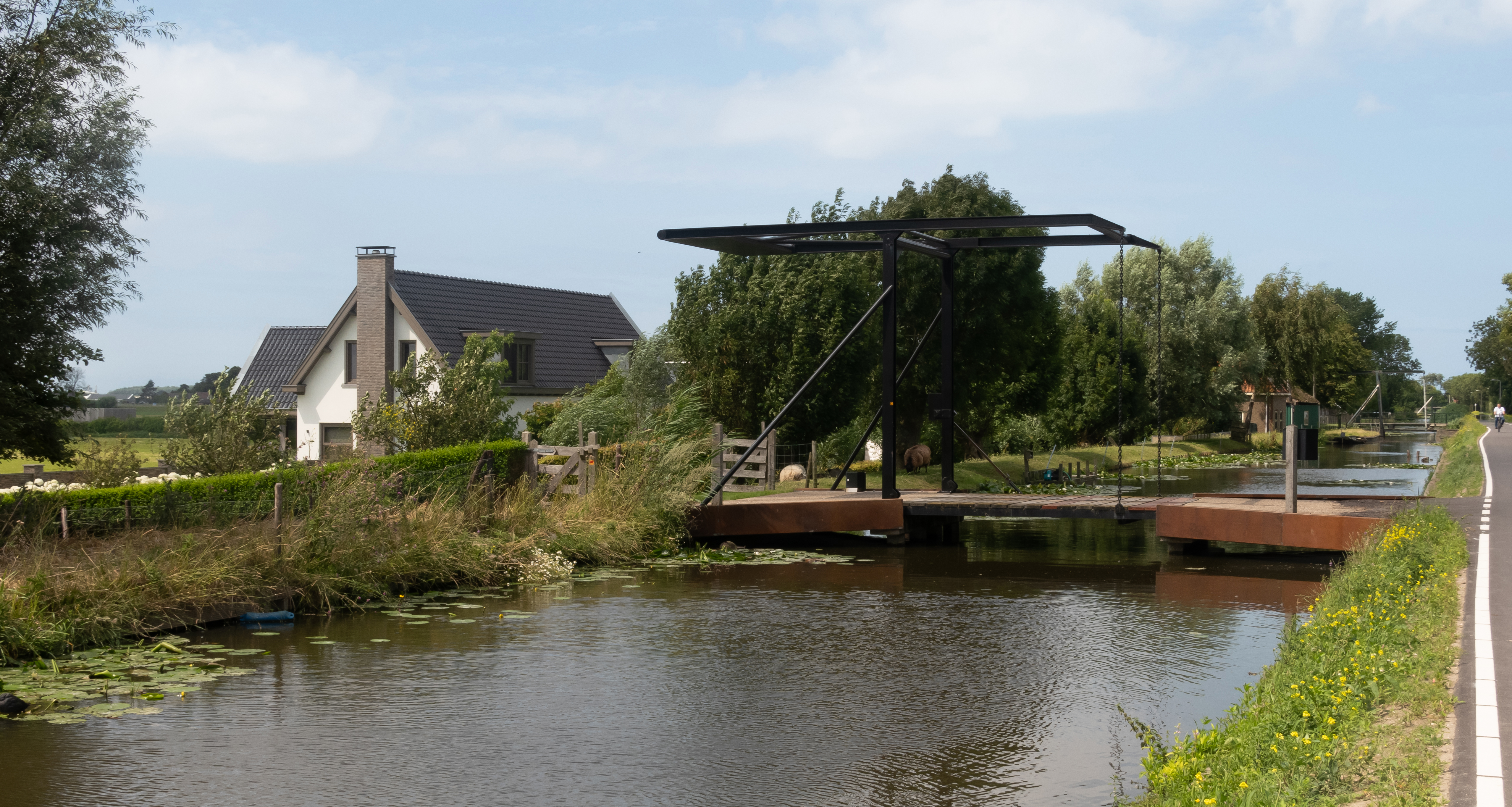
Tweede ophaalbrug over de vliet langs de Kwakelweg